# Sítio de Arte Rupestre de Kondoa
O Sítio de Arte Rupestre de Kondoa é um conjunto de cavernas, na Tanzânia. As cavernas contem arte rupestre, alguma da qual se pensa ter mais de 3000 anos. No entanto, a maior parte tem apenas algumas centenas de anos. As pinturas mostram pessoas, animais e cenas de caça.
Situado perto do Grande Vale do Rift, os seus mais de 150 abrigos naturais cobrindo cerca de 2336 quilómetros são usados há milénios para arte rupestre. O sítio oferece um testemunho único da base sócio-económica da área, de caçadora-recolectora a agro-pastoril, e das ideias e crenças associadas a diferentes sociedades.
Foi inscrito no Património Mundial da UNESCO em 2006.